# Steinbach (Mauerbach)
Steinbach är ett vattendrag i Österrike.   Det ligger i förbundslandet Niederösterreich, i den östra delen av landet, 14 km väster om huvudstaden Wien.
I omgivningarna runt Steinbach växer i huvudsak blandskog. Runt Steinbach är det mycket tätbefolkat, med 3 134 invånare per kvadratkilometer.